# Roerdalen
Roerdalen est une commune des Pays-Bas de la province du Limbourg.
La commune a été créée le 1er janvier 1991 par la fusion des anciennes communes de Melick en Herkenbosch et Vlodrop. Initialement, la nouvelle commune ainsi formée conservait le nom de Melick en Herkenbosch. Le nom Roerdalen a été adopté définitivement en 1993.
Le 1er janvier 2007, Roerdalen a fusionné avec la commune de Ambt Montfort. Le conseil municipal n'a pas encore proposé de nouveau nom pour cette nouvelle commune. En attendant, le nom de Roerdalen est conservé.
La commune est traversée par le Roer.

## Histoire
Au cours des siècles précédents, il n'y avait pratiquement aucun lien historique entre Melick et Vlodrop. La raison en est que Vlodrop appartenait à la Haute-Gueldre et était donc néerlandais. Melick appartenait au Duché de Juliers, et était donc allemand. Melick et Herkenbosch ont gardé ce caractère germanique jusqu'au XVIIIe siècle, après quoi la région fut prussienne pendant un certain temps.

## Architecture et monuments
A Sint-Odiliënberg se trouve la basilique romane de Saints-Wiro-Plechelm-et-Otger du XIe siècle.
L'ancien collège St.Ludwig / Kolleg St.Ludwig dans la gare de Vlodrop date de 1909.
Comme dans de nombreuses communes limbourgeoises, un ou plusieurs châteaux (et/ou ruines) se trouvent dans la commune de Roerdalen. Le château de Daelenbroeck à Herkenbosch était autrefois un château très impressionnant. Maintenant, les voûtes et les dépendances ont été restaurées. Ces dernières hébergent maintenant un restaurant.
À Montfort, la ruine du château a été restaurée partiellement. Une partie des défenses de cette forteresse sert de fondation à une ferme.